# Josef Zumr
Josef Zumr (* 19. března 1928, Úmyslovice – 2. července 2024 Tábor) byl český filozof, historik filozofie, literární vědec a překladatel.

## Život
V roce 1952 vystudoval na Karlově univerzitě filozofii a slavistiku, po krátkém působení na místě nakladatelského redaktora nastoupil do Filozofického ústavu ČSAV. Za normalizace byl propuštěn a živil se jako překladatel na volné noze. V roce 1990 byl přijat zpět, krátce působil i jako ředitel ústavu. Také externě přednášel na Univerzitě Palackého v Olomouci. Byl řádným členem pařížského Institut international de philosophie a předsedou kuratoria Ústavu T. G. Masaryka. Přispíval do Filozofického časopisu, Literárních novin a Analogonu.
Josef Zumr se zabýval vývojem revolučního demokratismu 19. století, námětem jeho doktorské práce byl Alexandr Ivanovič Gercen. Věnoval se také estetice, především dílu Johanna Friedricha Herbarta (studie Máme-li kulturu, je naší vlastí Evropa, 1998). Uspořádal výbor z díla Ladislava Klímy Vteřiny věčnosti (1967), jedinou Klímovu knihu, která za minulého režimu vyšla. Byl členem ediční rady Spisů Bohumila Hrabala, napsal esej Obraz býka v díle Bohumila Hrabala. Přeložil do češtiny díla Šklovského, Bělinského a Lunačarského.
Jeho manželkou byla překladatelka Jiřina Zumrová.